# Nannocyrtopogon inyoi
Nannocyrtopogon inyoi là một loài ruồi trong họ Asilidae. Nannocyrtopogon inyoi được Wilcox & Martin miêu tả năm 1957. Loài này phân bố ở vùng Tân Bắc giới.